# Boonton
Boonton és una població dels Estats Units a l'estat de Nova Jersey. Segons el cens del 2007 tenia 8.482 habitants.

## Demografia
Segons el cens del 2000, Boonton tenia 8.496 habitants, 3.272 habitatges, i 2.159 famílies. La densitat de població era de 1.395,9 habitants/km².
Dels 3.272 habitatges en un 28,5% hi vivien nens de menys de 18 anys, en un 51,6% hi vivien parelles casades, en un 11% dones solteres, i en un 34% no eren unitats familiars. En el 26,3% dels habitatges hi vivien persones soles el 9,5% de les quals corresponia a persones de 65 anys o més que vivien soles. El nombre mitjà de persones vivint en cada habitatge era de 2,55 i el nombre mitjà de persones que vivien en cada família era de 3,11.
Per edats la població es repartia de la següent manera: un 21,9% tenia menys de 18 anys, un 6,8% entre 18 i 24, un 35,4% entre 25 i 44, un 22,4% de 45 a 60 i un 13,5% 65 anys o més.
L'edat mediana era de 37 anys. Per cada 100 dones de 18 o més anys hi havia 94,9 homes.
La renda mediana per habitatge era de 65.322 $ i la renda mediana per família de 75.147 $. Els homes tenien una renda mediana de 50.518 $ mentre que les dones 38.634 $. La renda per capita de la població era de 29.919 $. Aproximadament el 5% de les famílies i el 6,7% de la població estaven per davall del llindar de pobresa.

## Poblacions més properes
El següent diagrama mostra les poblacions més properes.